# Parque Vila Guilherme
Localizado na Vila Guilherme, Zona Norte de São Paulo, na Av. Nadir Dias Figueiredo, s/n° (Portaria 1) e Rua Quirino, 905 (Portaria 2), o Parque Vila Guilherme ou ainda; Parque do Trote ocupa uma área de 187 mil metros quadrados, onde era o  antigo Club Hypico implantado em 1937. No local, foram construídas cocheiras, arquibancadas, bilheterias, uma pista para salto e um picadeiro fechado. Após a morte do proprietário em 1944, seus descendentes decidiram vender a propriedade à Sociedade Paulista de Trote.
Nas décadas de 1950 e 1960, o local era frequentado pela elite paulistana e praticantes do trote (hipismo), sendo também uma forma de lazer e diversão para os moradores do bairro. Em meados da década de 1980, o público começou a diminuir e as atividades foram finalizadas. Com a administração do então prefeito Jânio Quadros, em 1986, a parte sul da Sociedade Paulista do Trote transformou-se no Parque Vila Guilherme.
Em 2005, a área passou para a Prefeitura de São Paulo, que no mesmo ano iniciou as obras para integração da área restante da Sociedade Paulista do Trote com o Parque Vila Guilherme, formando o novo Parque do Trote. Tombado como patrimônio histórico da cidade de São Paulo em 2012, o parque possui pista de corrida, pista de cooper, ciclovia, playground, bebedouros, quadras poliesportivas e sanitários. A flora do parque conta com área ajardinada e arborizada. Por estar encostado no Parque Vila Guilherme, ambos são tratados pela população como um parque só, conhecido como Parque Vila Guilherme – Trote (PVGT), totalizando uma área verde de aproximadamente 185.000m².

## História

### O começo: Club Hypico
Com uma área total de 120.000 m2, a história do Parque do Trote inicia-se com a compra de uma chácara no local adquirida em 1912 pelo comerciante de origem alemã Guilherme Praun da Silva e vendida por parte do Barão de Ramalho e de sua filha Joaquina Ramalho Pinto de Castro, que empresta o nome a uma das ruas próximas ao local. Na época, Guilherme havia adquirido uma área de cerca de 115 alqueires de terra, distância que ia do rio Tietê até a estrada da Bela Vista. O próprio Guilherme Pauns batizou as ruas do loteamento, homenageando parentes e conhecidos.
A porção mais alta da propriedade, mais fácil de ser ocupada, foi loteada. Na parte inundável, junto ao Rio Tietê, Guilherme Praun construiu cocheiras, arquibancadas, bilheterias, uma pista para saltos, um salão para conferências e um picadeiro fechando, inaugurando o antigo Club Hypico da Vila Guilherme em 1937.

### Sociedade Paulista do Trote (SPT)

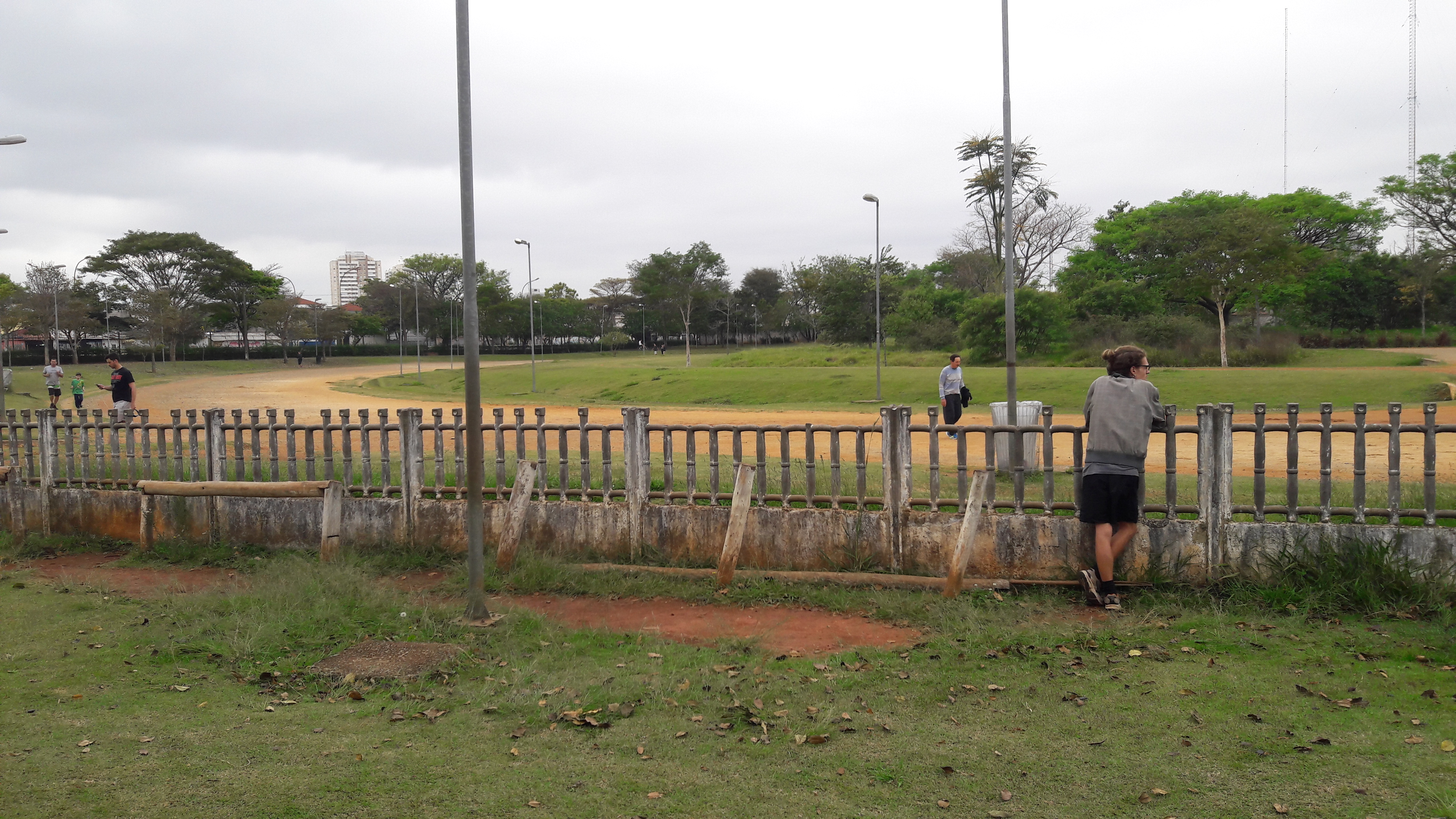
Visão da pista de trote disponível para corrida e ciclistas.

Após a morte de Guilherme Praun em 1944, seus descendentes decidiram pela venda da propriedade à Sociedade Paulista de Trote, que adaptou as construções existentes e implantou uma pista oficial destinada às corridas de trote. Os páreos tornaram-se oficias em 1947, a partir do registro no Ministério da Agricultura, sendo este o ano inicial das corridas de trote no Brasil. As cores escolhidas para compor o pavilhão da SPT foram o branco e o azul claro, as mesmas usadas nas construções do hipódromo.
A Sociedade Paulista de Trote marcou época, tornando-se importante na história da Vila Guilherme. Seus moradores tinham facilidade para frequentar os páreos. Além disso, o salão de festas da SPT era alugado para a realização de bailes, casamentos e aniversários. Diferentemente do Jockey Club de São Paulo, instituição que tradicionalmente era visitada por pessoas da elite paulistana, a SPT foi fundada e dirigida por entregadores de mercadorias e vendedores ambulantes.
A importância da Sociedade Paulista do Trote para a cidade foi tamanha que quatro anos após sua inauguração, em 1948, foi declarada de utilidade pública pelo governador Adhemar de Barros, com base em projeto do deputado César Lacerda Vergueiro. Nas décadas de 1950 e 1960, o local passou a ser frequentado pela elite paulistana, que costumava realizar apostas no local. Os resultados dos páreos eram divulgados em importantes jornais, como A Gazeta Esportiva.

### Crise e Parque Vila Guilherme

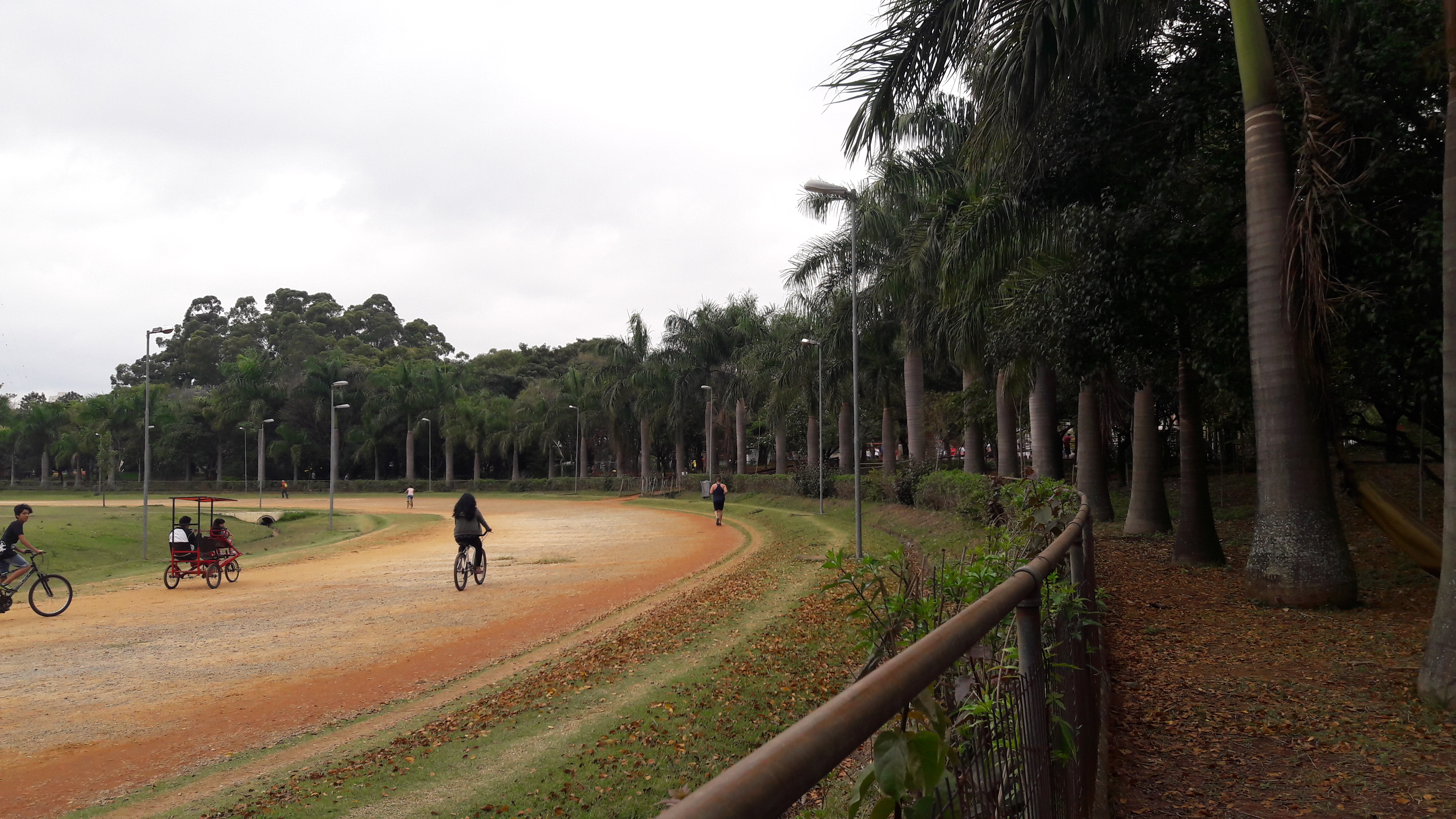
Visão central da pista disponível para corrida e ciclistas.

Em meados da década de 1970, o público da Sociedade Paulista de Trote começou a diminuir. Tentando sobreviver à crise financeira, a SPT optou por vender parcela do terreno para a Rádio Tupi, que instalou no local uma antena de transmissão. O dinheiro ganho com a venda à rádio foi utilizado para pagamento de dívidas com os empregados. A crise, porém, continuou.
Entre os anos 1970 e 1980, com a ampliação da oferta de jogos no mercado, as corridas de cavalos perderam os apostadores. Com isso, em 1986, durante a administração do então prefeito Jânio Quadros, uma ação de desapropriação teve início por iniciativa do vereador Gabriel Ortega, em atenção à mobilização da população da Vila Guilherme.
O projeto do vereador previa a transformação da área ocupada pela Sociedade Paulista de Trote em um grande parque municipal, uma espécie de Ibirapuera da Zona Norte. Em 1991, o Executivo Municipal recebeu autorização para efetivar a desapropriação de parte do terreno da Sociedade Paulista do Trote e criar o Parque Vila Guilherme, única área pública de lazer existente no bairro, com entrada pela Rua São Quirino.

### Processo de tombamento e Parque do Trote

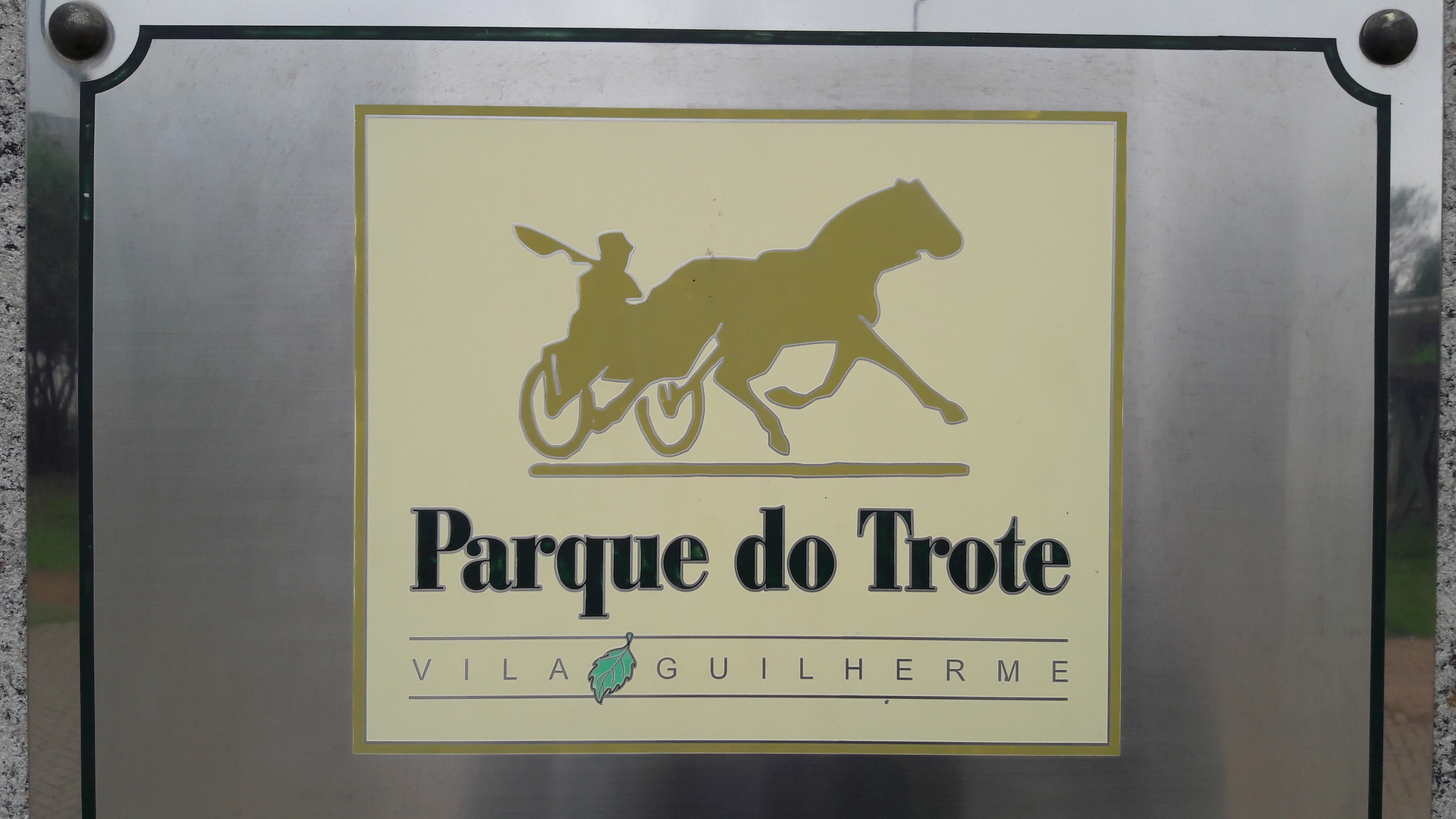
Placa na entrada do parque do trote na Vila Guilherme, em São Paulo.

Em 2004, o Conselho Municipal de Preservação do Patrimônio Histórico, Cultural e Ambiental da Cidade de São Paulo (CONPRESP) abriu o processo de tombamento da área que pertenceu à sede da Sociedade Paulista de Trote e seus remanescentes.
No ano seguinte, técnicos do Departamento de Parques e Áreas Verdes, da Secretaria Municipal do Verde e do Meio Ambiente de São Paulo, com a colaboração de técnicos do Departamento do Patrimônio Histórico, da Secretaria Municipal de Cultural, começçaram a elaborar um projeto de criação do Parque do Trote, formado pela junção da área restante da Sociedade Paulista do Trote com a área do Parque Vila Guilherme. Na época, as obras foram estimadas em aproximadamente R$ 1,8 milhão, mais custos de manutenção.
Porém, durante esse processo, os professores de Equoterapia e os donos dos cavalos presentes no local solicitaram à Prefeitura uma autorização para que os animais continuassem no local. Em novembro de 2005, os cavalos foram levados para o Jockey Clube de São Vicente e a SPT retirou-se do local. Com o cuidado de preservar as características originais da SPT, em julho de 2006, o Parque do Trote é inaugurado, mantendo a pista de corrida e sendo o primeiro parque dirigido a deficientes físicos da cidade de São Paulo. Em 2012, com decisão unânime dos conselheiros presentes, a área foi tombada e identificada como patrimônio ambiental, cultural e urbano da cidade de São Paulo.

## Arquitetura

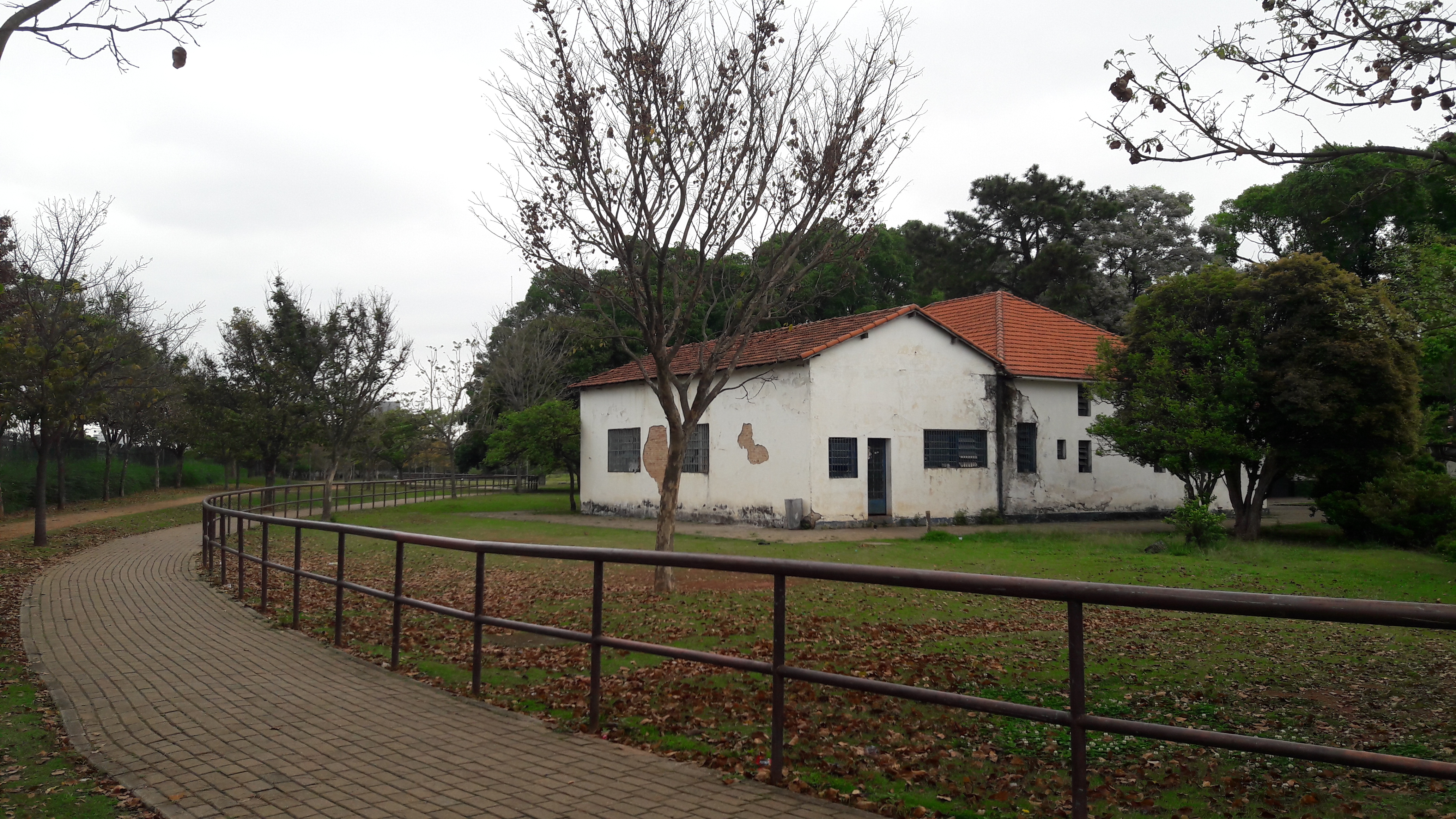
Um dos espaços do Pq. do Trote.

A área ocupada pela antiga Sociedade Paulista de Trote, hoje o Parque do Trote, foi importante referencial urbanístico para a região da Vila Guilherme principalmente quando analisamos suas dimensões e o espaço verde ali encontrado. O trabalho de restauro e cuidado deste patrimônio foi dividido em três partes: a primeira etapa deu-se na inauguração do Parque do Trote em julho de 2006. A segunda etapa, a recuperação das pistas, encontra-se em andamento e a terceira é a entrega dos edifícios históricos plenamente restaurados.
A partir de uma pesquisa histórica desenvolvida pela Seção Técnica de Levantamento e Pesquisa do DPH durante o processo de tombamento e que está disponível em documento público, foi possível listar as características arquitetônicas encontradas no Parque do Trote e que remete à Sociedade Paulista do Trote:
- Antiga Sede: Edifício Administrativo, baias, cocheiras, galpões, local para higienização dos animais, picadeiro, pistas e generosa área livre arborizada compõem o conjunto de edifícios relativos à antiga sede da Sociedade Paulista do Trote.

- Entrada: feita em alvenaria de tijolos, com laje em concreto e esquadrias em material metálico, o portal de entrada está localizado no encontro da rua Chico Pontes com a Avenida Nadir Dias de Figueiredo. Apresenta as iniciais da Sociedade Paulista do Trote - SPT.

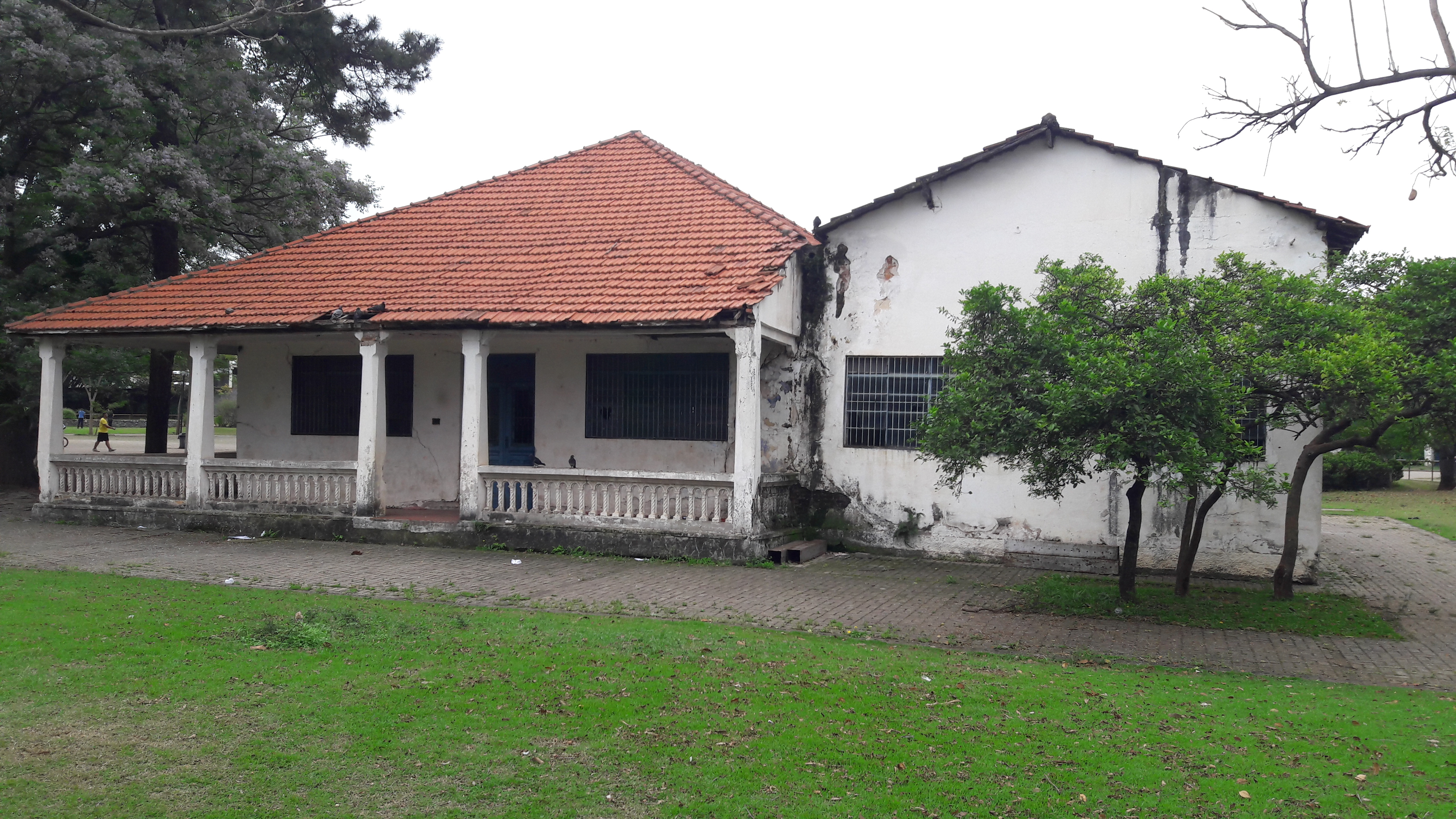
Um dos salões presentes no Pq.

- Administração: com arquitetura que remente às residências rurais, o edifício administrativo foi construído com tijolos de barro. Seu telhado, inicialmente, foi planejado na técnica quatro águas e, mais tarde, passou a incluir um mezanino em madeira. A estrutura do telhado, também feita madeira, sustenta telhas tipo “Francesa de Marselha”. Com exceção dos sanitários, as esquadrias são em madeira de variados modelos. O piso é tabuado também está em uma parte da fachada. A varada conta com forro de estuque, com balaustres de argamassa e piso frio.
- Salão de Festas: fechado em alvenaria, com uma estrutura feita em madeira e contendo telha do estilo “Francesa de Marselha”, recentemente, como parte da implantação do Parque do Trote, o salão foi restaurado. Tal restauração, que contou com o acompanhamento de técnicos do DPH, ampliou o espaço utilizado.

- Bilheterias: inicialmente, os edifícios que eram utilizados para as bilheterias ocupavam o espaço abaixo das arquibancadas, mas conforme o aumento da demanda, formou uma espécie de praça. Também construídos em alvenaria de tijolos, com telhas onduladas de cimento na cobertura e estrutura de madeira, estes edifícios continham envasaduras especificas para esquadrias de madeira e os guichês de apostas realizadas na época.
- Arquibancadas: construídas com piso cimentado, cobertura de laje com telha ondulada em fibro cimento e alvenaria de tijolos, as arquibancadas foram projetadas para proporcionar a melhor visão ao público das corridas.

- Torre de Controle: contendo mais dois pavimentos, o edifício foi construindo com esquadrias metálicas, laje de concreto e alvenaria de tijolos revestidos de argamassa.

- Caixa d’água: com piso térreo mais dois pavimentos edificados em alvenaria de tijolos revestidos de argamassa e concreto armado, apresenta espaço inferior.

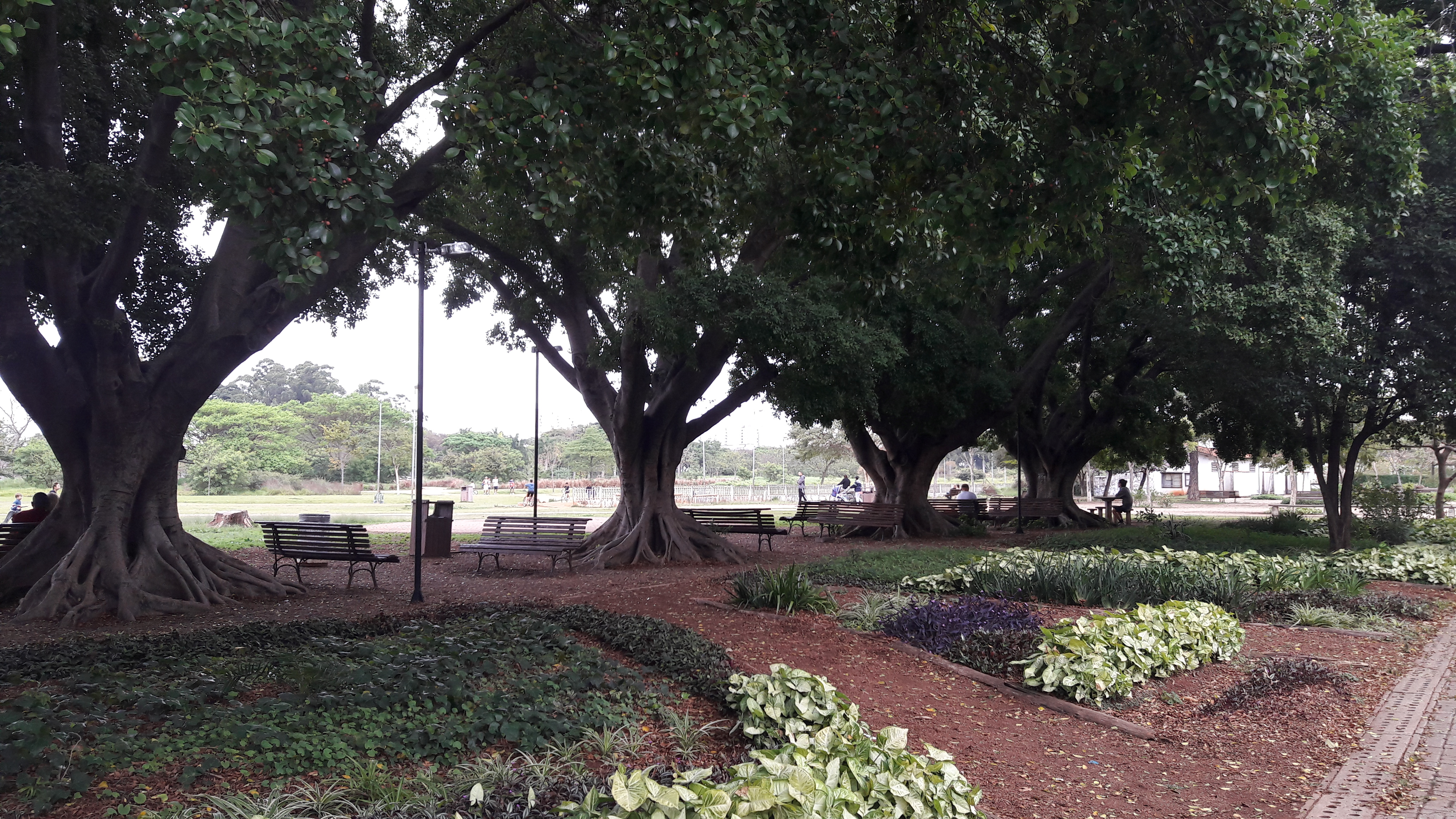
Área com bancos embaixo das árvores.

- Baias: construídas em alvenaria de tijolos revestidos de argamassa, as baias formam um conjunto arquitetônico pavimentado. Contendo telhas de diversos materiais, cobertura em madeira e desenhos dos mais variados, as baias acomodam as diferenças topográficas e geométricas do local em que estão implantadas.

- Pistas: ultimamente, as pistas são formadas de uma pista externa maior, onde eram realizadas as corridas de Trote, e uma segunda pista interna para treinamento dos animais. O conjunto foi alterado pela Sociedade Paulista de Trote.

- Áreas livres: de acordo com documento do DPH,[16] um projeto da Secretaria Municipal do Verde e do Meio Ambiente de São Paulo reuniu orientações do DPH para manter a manutenção dos elementos arbóreos existentes. O parque possui atualmente uma vegetação composta por esparsas áreas ajardinadas e arborização. Destacam-se plantas e árvores com o cinamomo, jatobá, mangifera, paineira, pitangueira e tipuana, além de falsa-figueira-benjamim e renque de pínus. Há também 45 espécies de fauna, sendo 11 de borboletas e 34 de aves.[2]

## Significado histórico e cultural

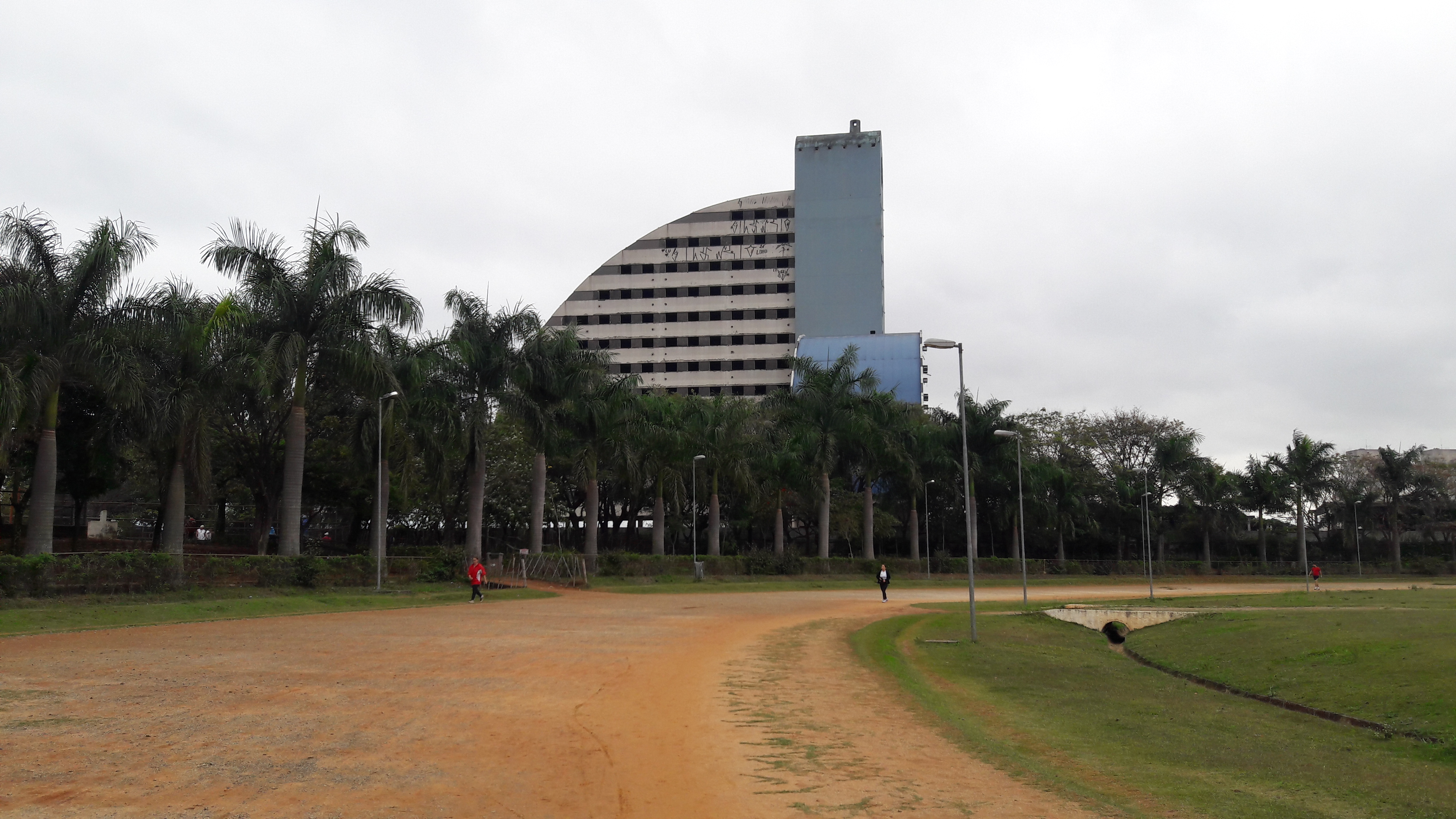
Pista disponível para corrida e ciclistas no parque.

Através de sua originalidade arquitetônica, muito por causa da Sociedade Paulista de Trote, o valor histórico-social do Parque do Trote se deu pela utilização da Sociedade, que foi pioneira na prática do trote, esporte ainda pouco divulgado no Brasil. A pista de trote da Vila Guilherme é a primeira do país e também a única destinada exclusivamente para a prática. Com isso, a SPT foi capaz de formar um novo hábito entre frequentadores assíduos e verdadeiros amantes do trote.
Além disso, a Sociedade Paulista de Trote teve sua origem atrelada à ocupação e urbanização do bairro da Vila Guilherme, sendo o Parque do Trote, por consequência, uma forma de preservar esse valor histórico. Sua trajetória de tradição esportiva e pioneirismo na prática do trote, a dimensão da área ocupada e seus remanescentes desta associação, que abriga raro exemplar de pista destinada exclusivamente à prática do Trote no Brasil, foram levadas em conta pelo Departamento do Patrimônio Histórico no processo de tombamento.
Além destes pontos, a área verde que está presente no parque foi incorporada ao patrimônio ambiental da cidade, relacionada como vegetação significativa do Município de São Paulo, através de trabalho elaborado pela Secretaria do Meio Ambiente e Secretaria Municipal do Planejamento.

## Estado atual

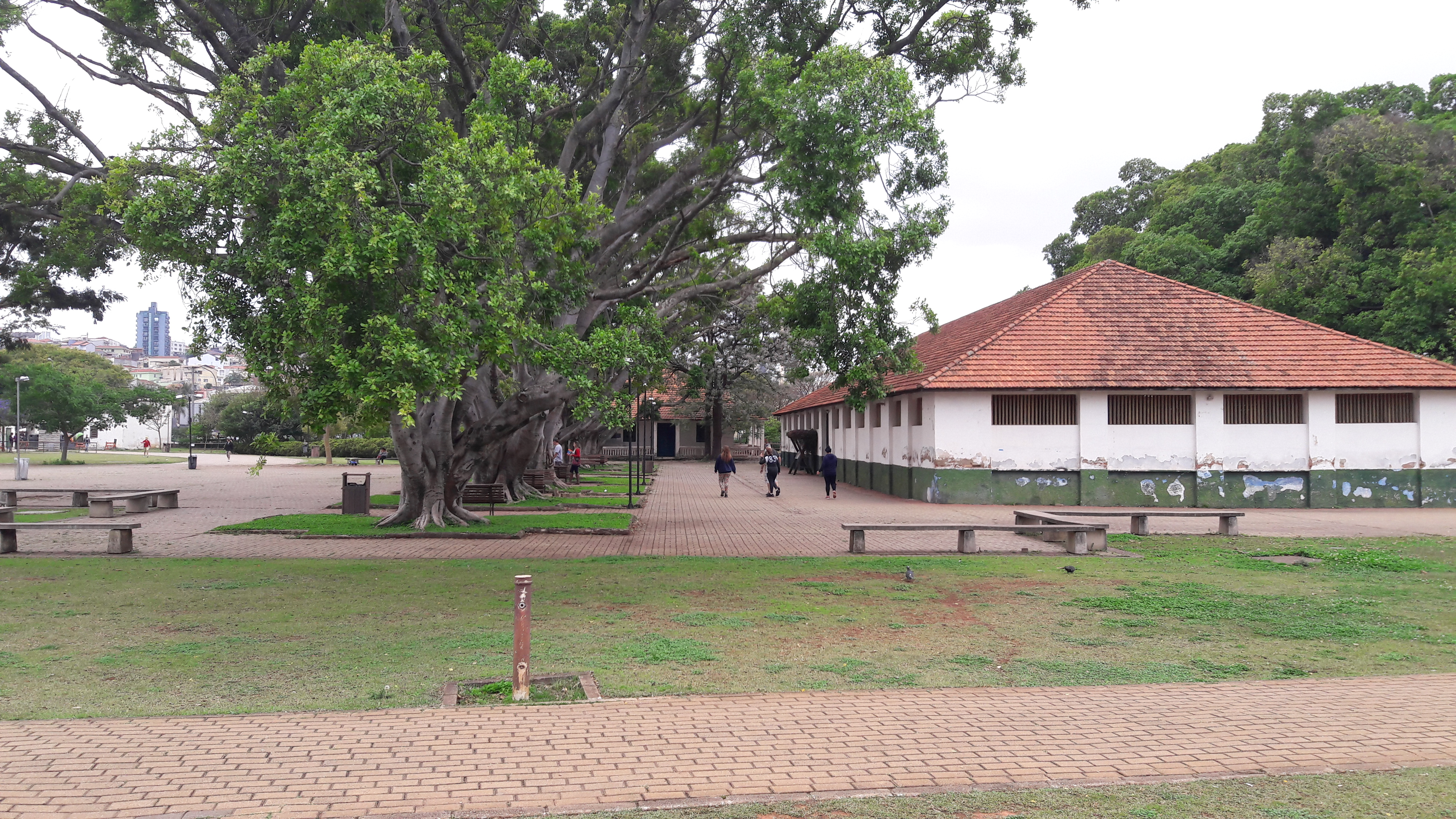
Um dos salões do Parque do Trote

No processo de tombamento da Sociedade Paulista de Trote (iniciado em 2004), algumas diretrizes específicas para intervenções nas áreas remanescentes foram discriminadas. No geral foi decidido pela preservação integral da pista externa, interna, coroa da pista, administração, salão de festas, arquibancadas, bilheterias, torre de controle, cocheiras, entrada principal e elementos arbóreos, ficando sobre responsabilidade da Secretaria Municipal e das Subprefeituras, através da Subprefeitura da Vila Maria/Vila Guilherme, a Secretaria Municipal da Habitação e a Secretaria Municipal do Verde e do Meio Ambiente.
Em 2002, uma equipe de arquitetos realizou visitas técnicas e constataram que as edificações da Sociedade Paulista de Trote estavam em estado precário de conservação, com a manutenção limitando-se ao mínimo necessário para o funcionamento da agremiação. Para a inauguração do Parque do Trote em 2006, obras foram realizadas para revitalizar o local e tornar acessível ao público.
Hoje o espaço conta com churrasqueiras, aparelhos de ginástica (barras, tábuas e pesos), pista de Cooper, ciclovia, playgrounds, canteiros com flores, duas pistas para caminhada, bicicletários, sanitários, hortas e uma trilha sensorial para deficientes visuais, onde por meio dos sentidos (olfato, tato e audição) esses deficientes tem a possibilidade de interagir e conhecer o ambiente do parque. Há lixeiras para separação de lixo reciclável e área de compostagem. As dependências do parque são acessíveis a portadores de necessidades especiais, crianças e idosos. A entrada de animais domésticos é permitida, porém, para os cães mais bravos, é necessário o uso de guias e focinheiras.
A vegetação atual é marcada por jardins e árvores esparsas, destacando plantas como mangueira, tipuana, cinamomo, paineira, pitangueira e jatobá. O parque conta também com a Trilha dos Sentidos que permite a apreciação e o reconhecimento de alguns vegetais através do tato, olfato e visão.
A fauna é bem diversificada, abrigando 45 espécies de animais, sendo 34 de aves e o restante de borboletas. Dentre as aves destacam-se os bem-te-vis, quero-quero, tico-tico e pica-pau-do-campo. E para abrilhantar ainda mais o passeio dos usuários do parque, não se pode deixar de mencionar a borboleta rainha de asas alaranjadas com bolinhas pretas.
Com a ajuda de voluntários, o parque oferece atividades como: Capoeira, Muay Thai, Zumba e até mesmo curso de fotografia. Além disso, algumas escolas realizam agendamento para a visitação do parque para que, além de apreciar a fauna e a flora do local, as crianças e adolescentes também realizem algumas atividades de educação ambiental.

## Galeria de fotos

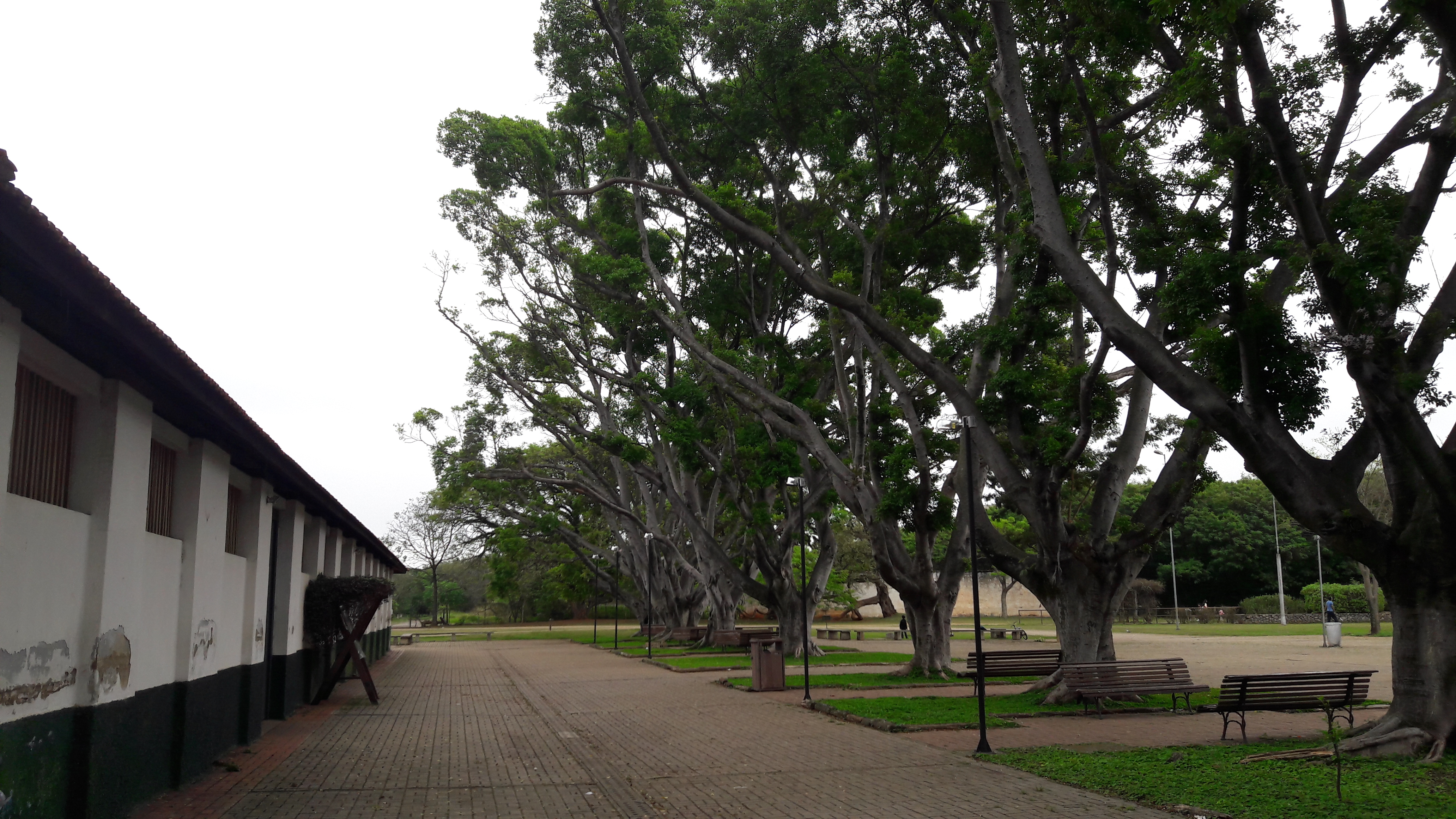
Visão lateral de um dos casarões que há no parque
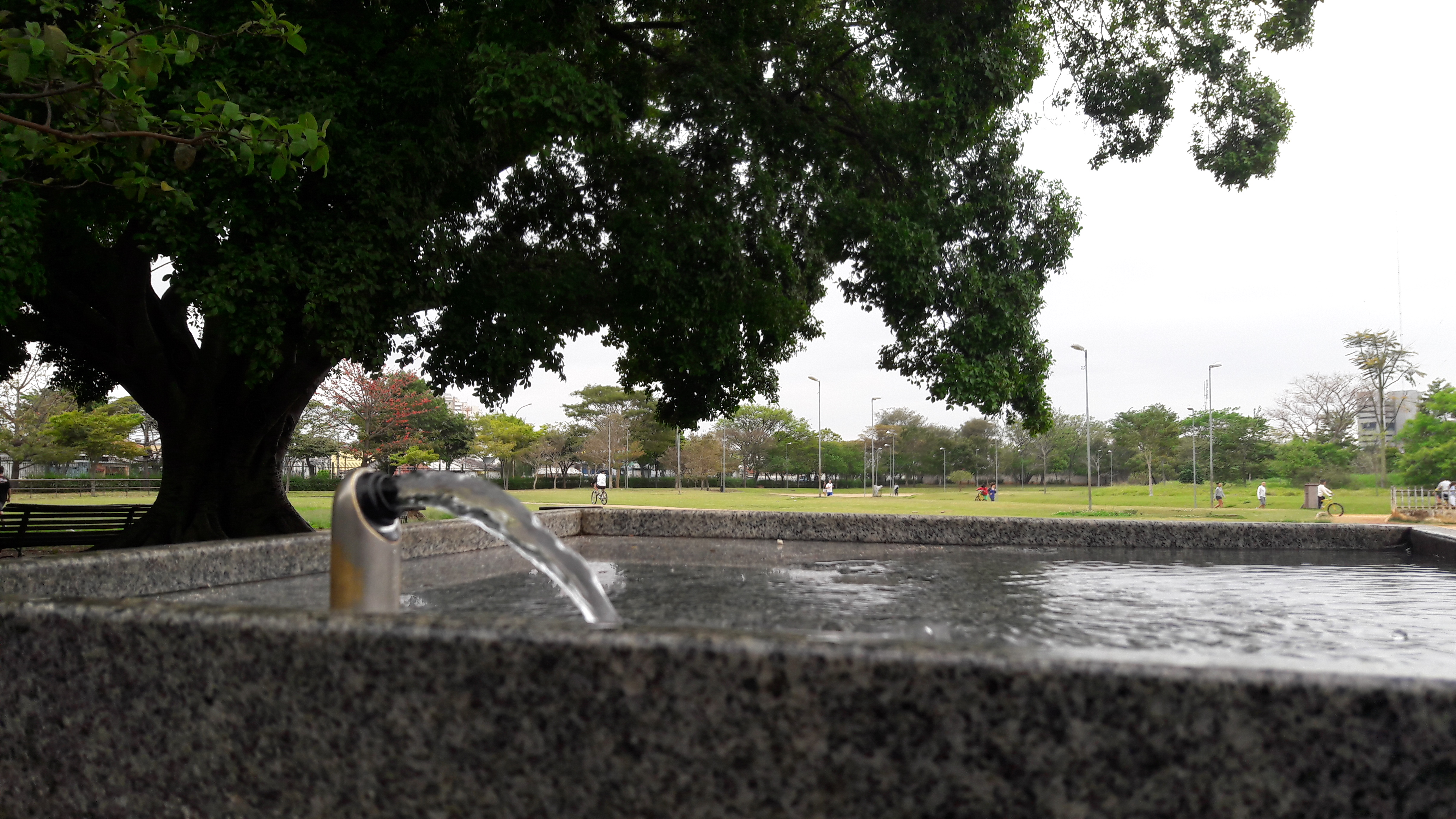
Bebedouro disponível aos usuários e frequentadores
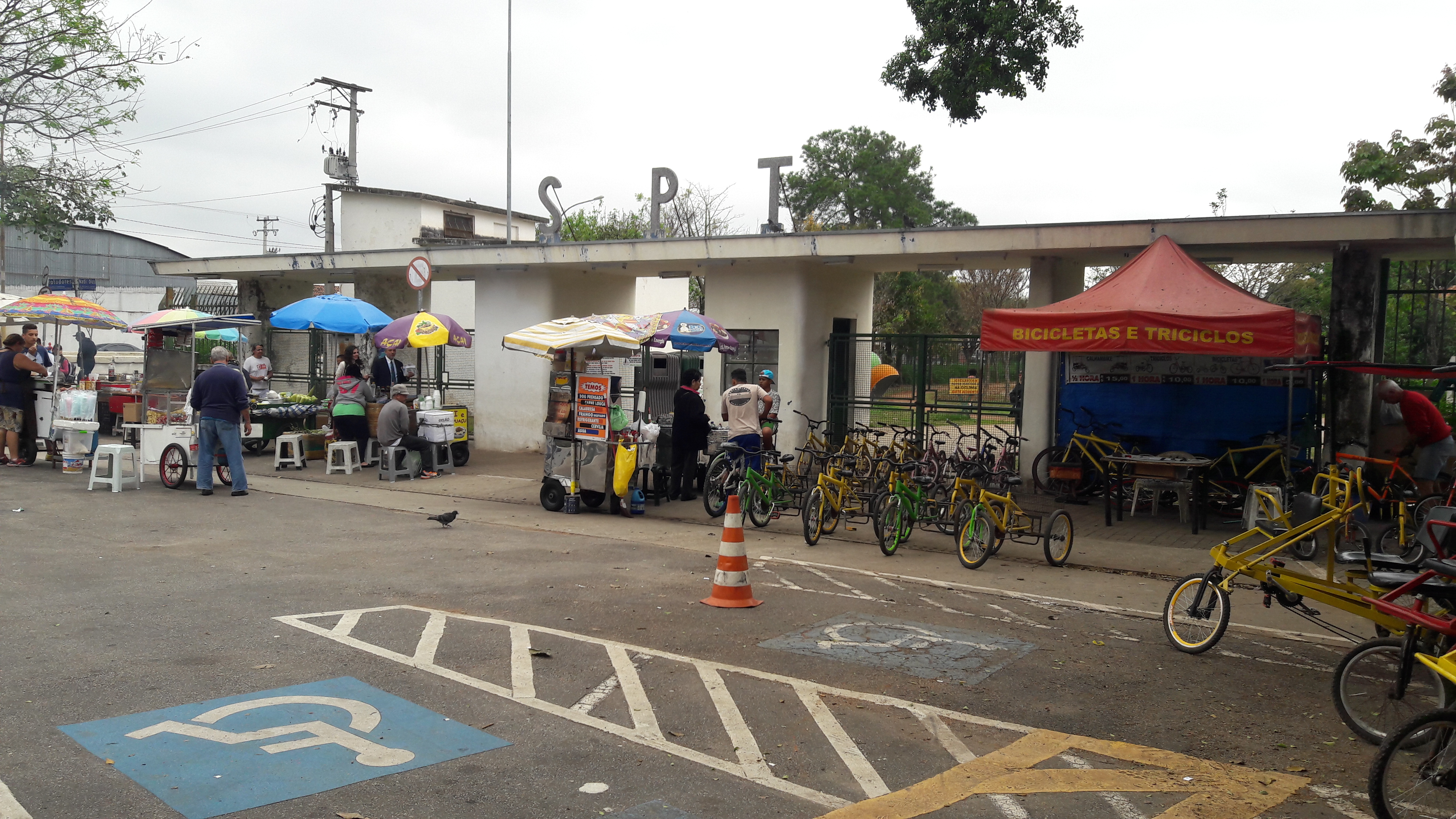
Entrada principal do Parque do Trote
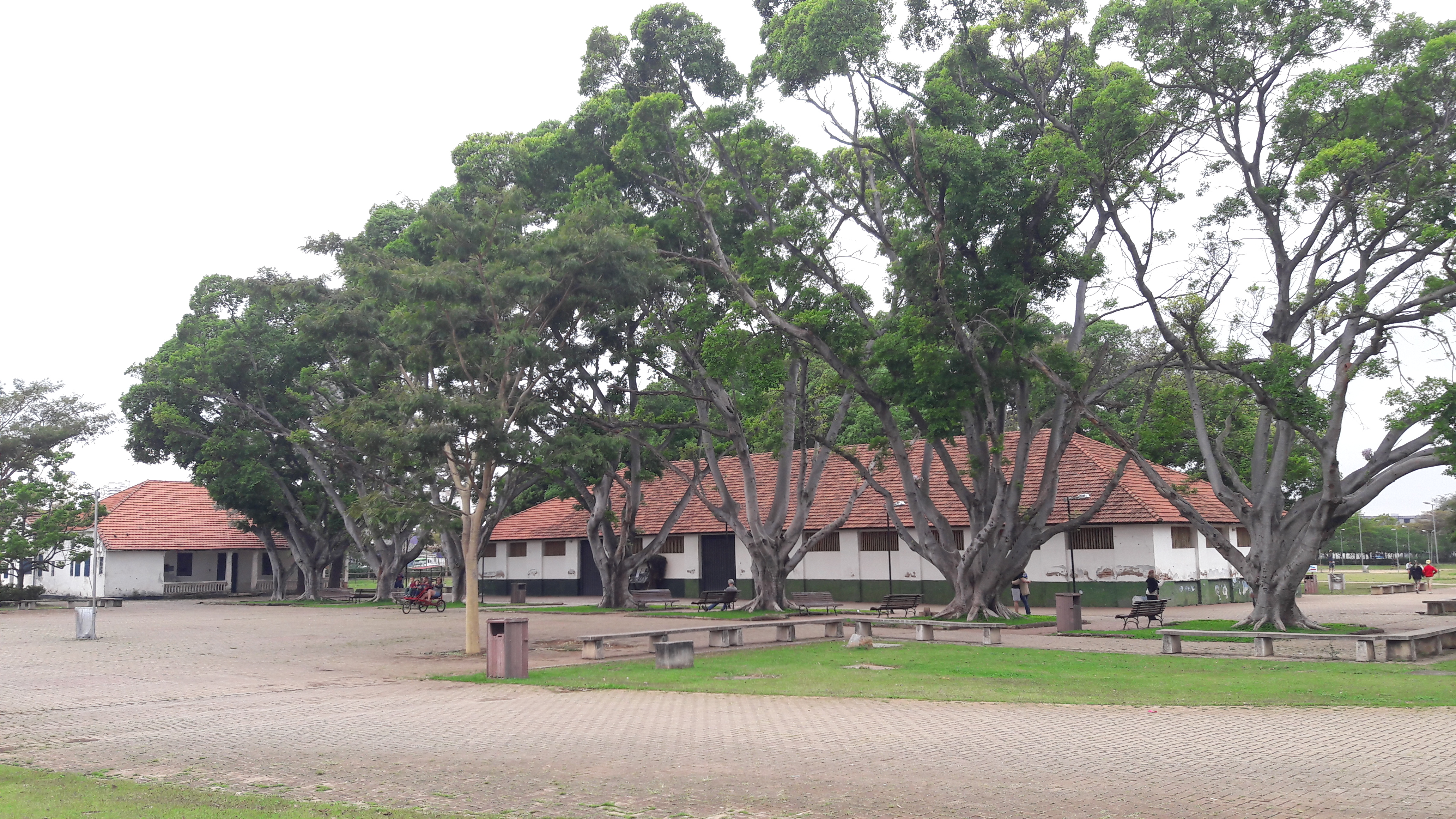
Outro ângulo de um dos salões do Parque do Trote
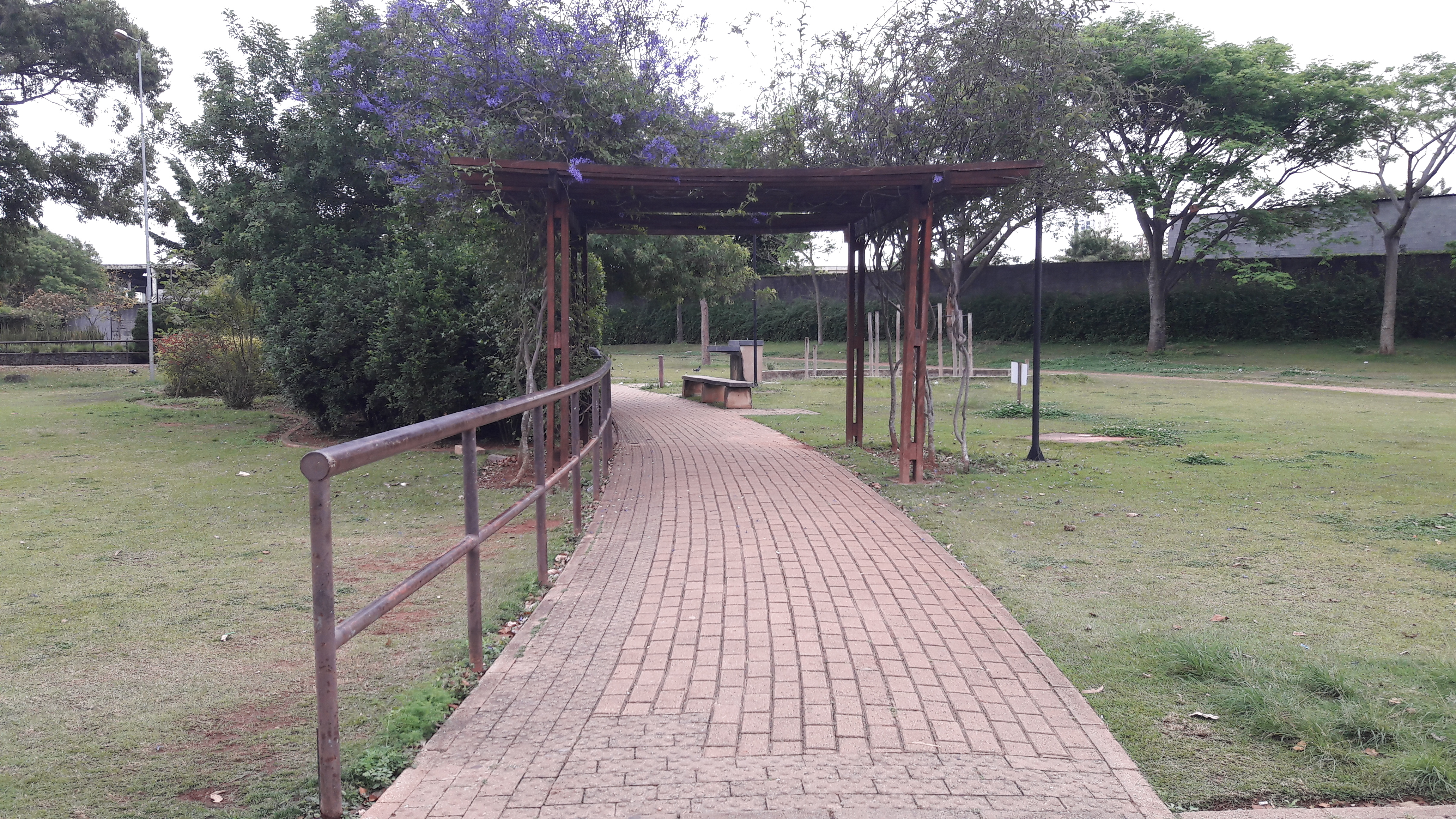
Um dos corredores disponíveis para os frequentadores
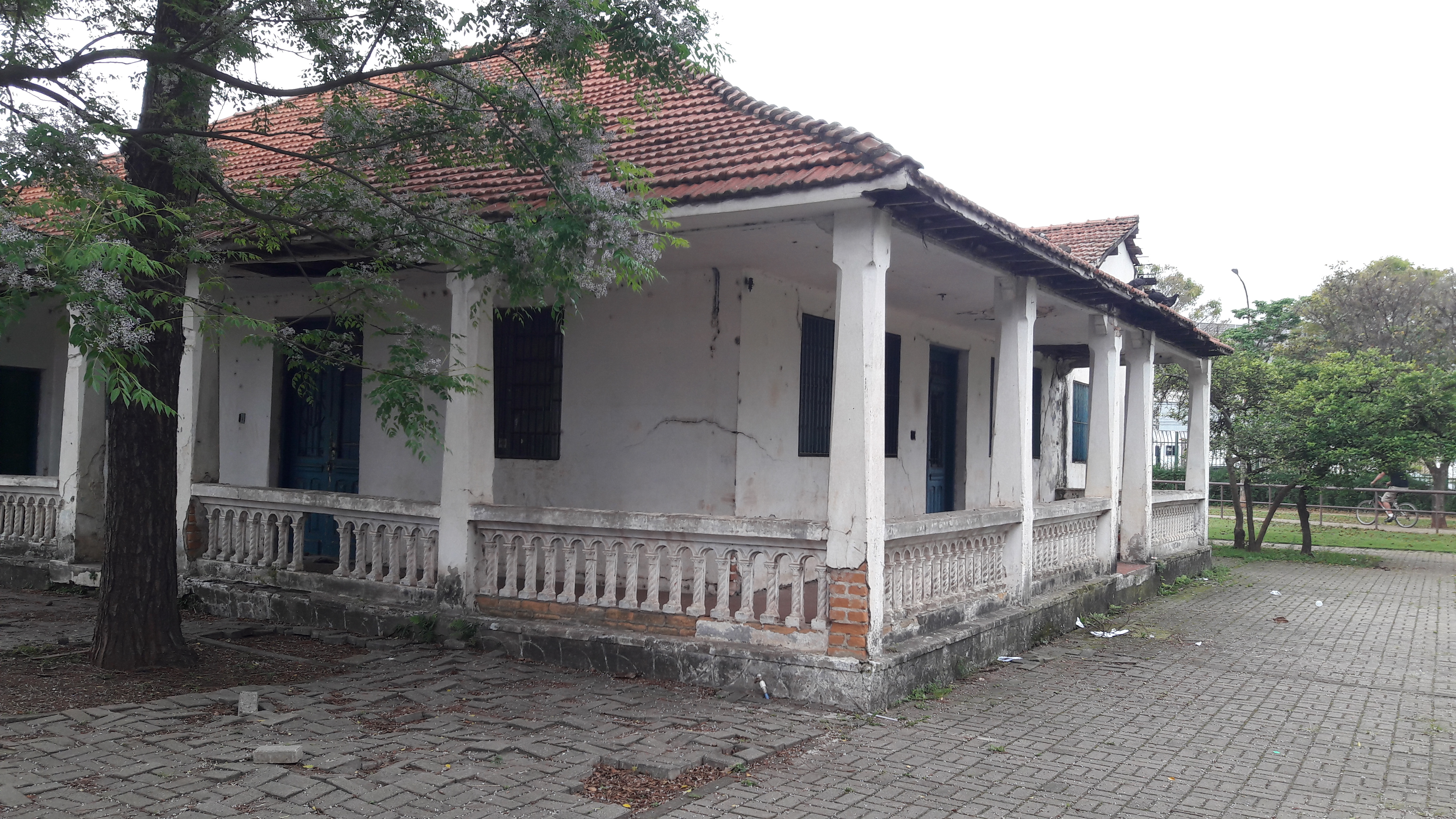
Visão de um dos salões no parque
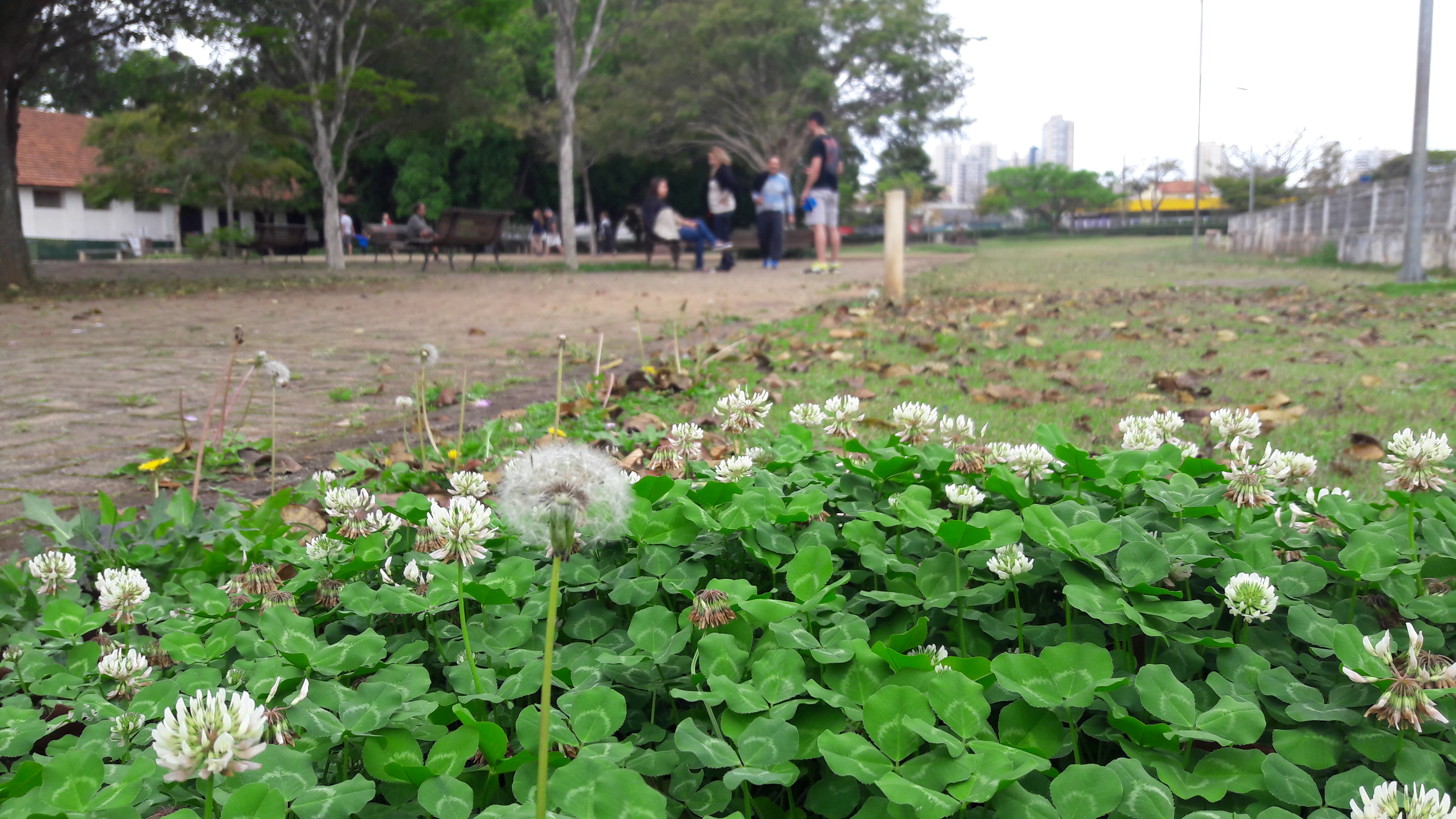
Plantas e flores do Parque do Trote
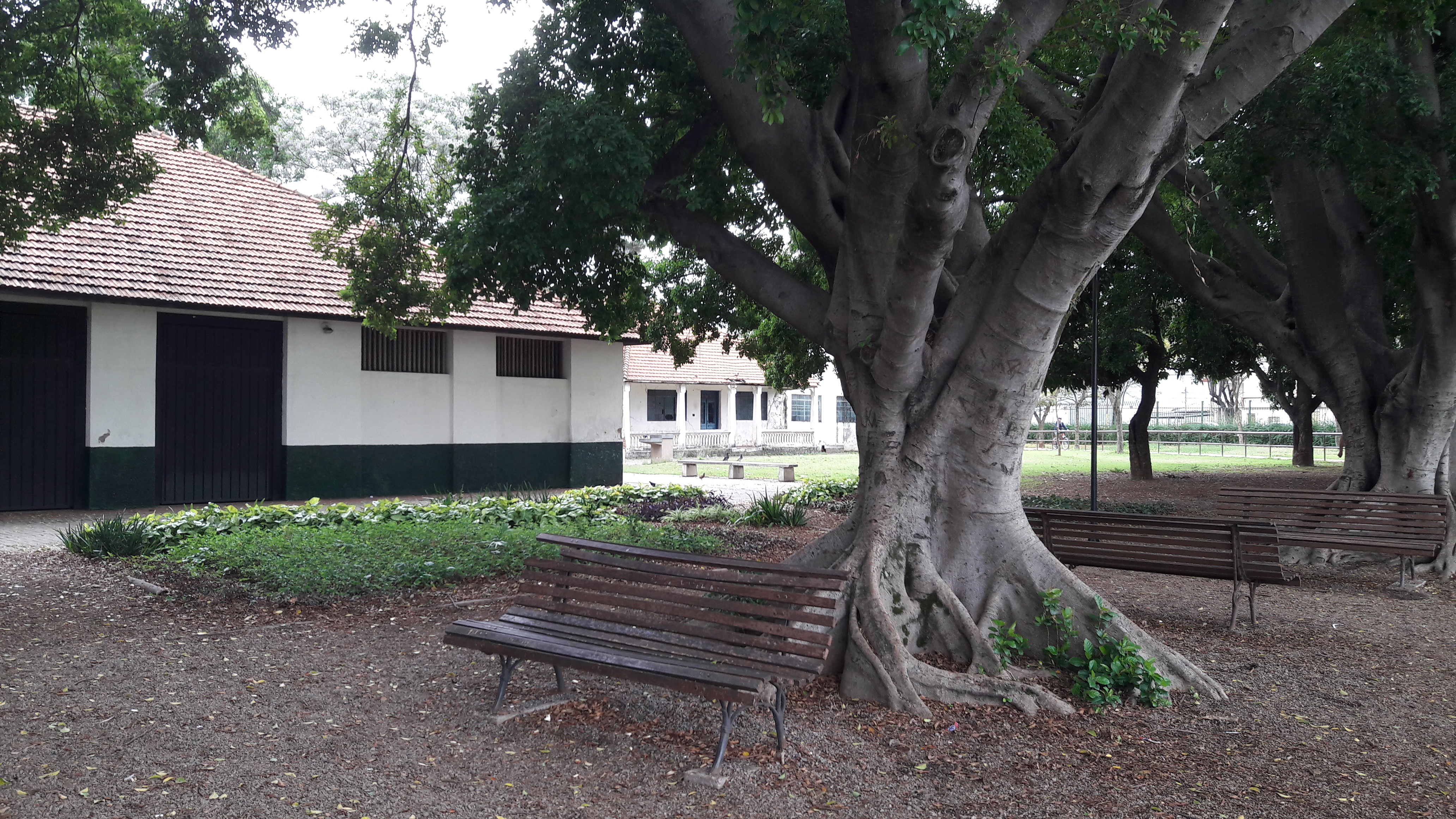
Outro ângulo da área disponível para frequentadores
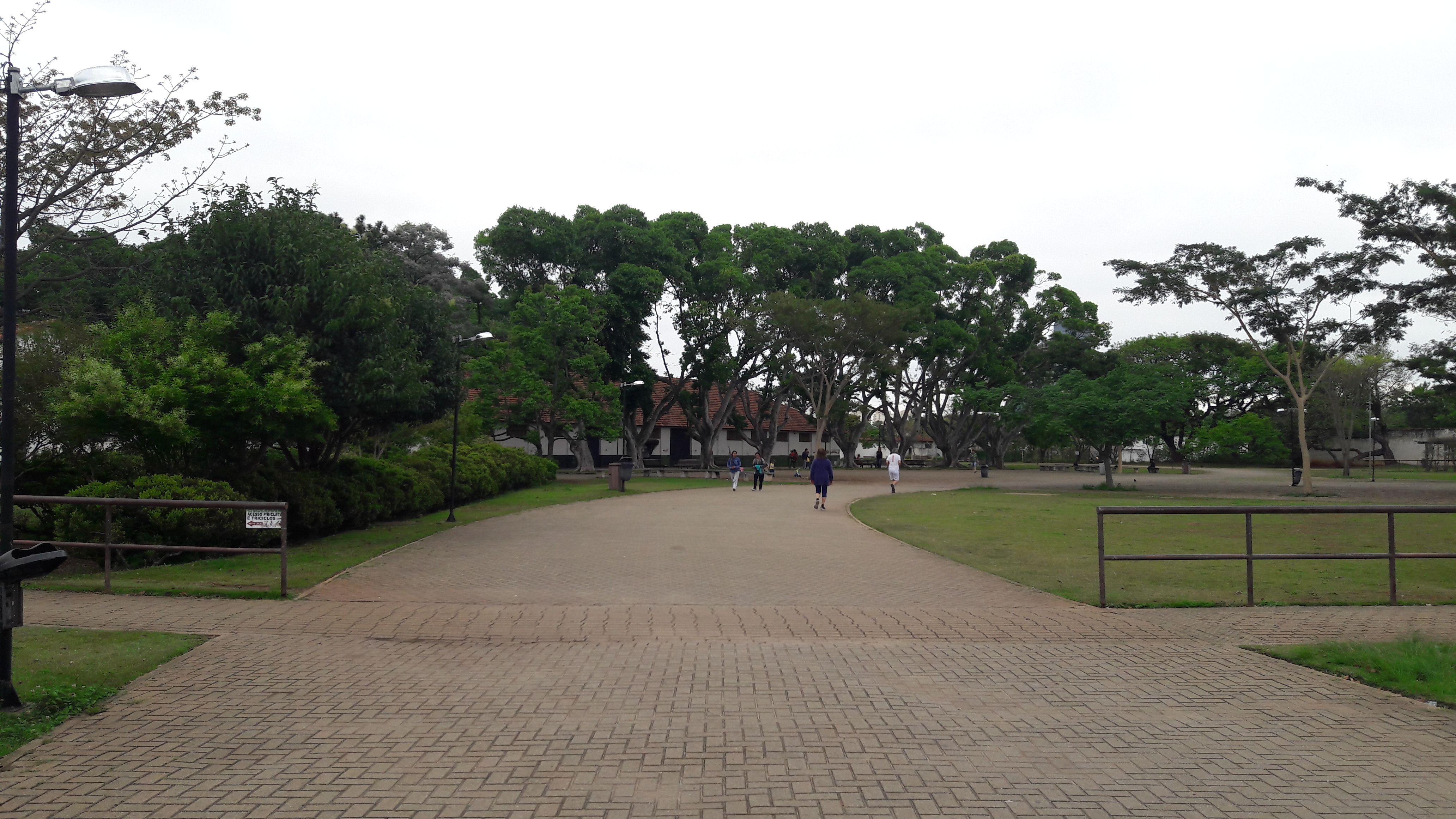
Visão da entrada do Parque do Trote
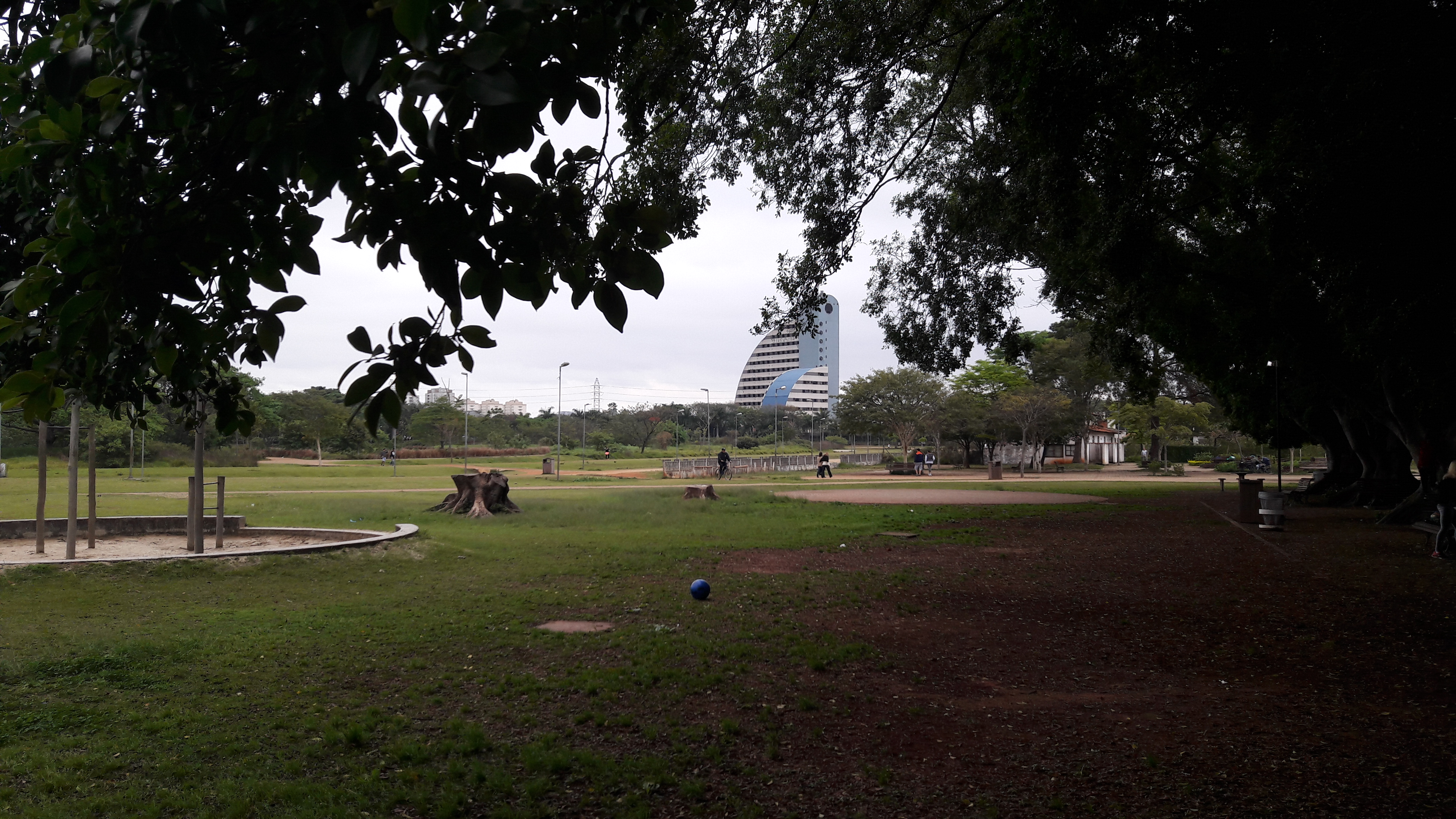
Área localizada embaixo das árvores com vista para a pista central
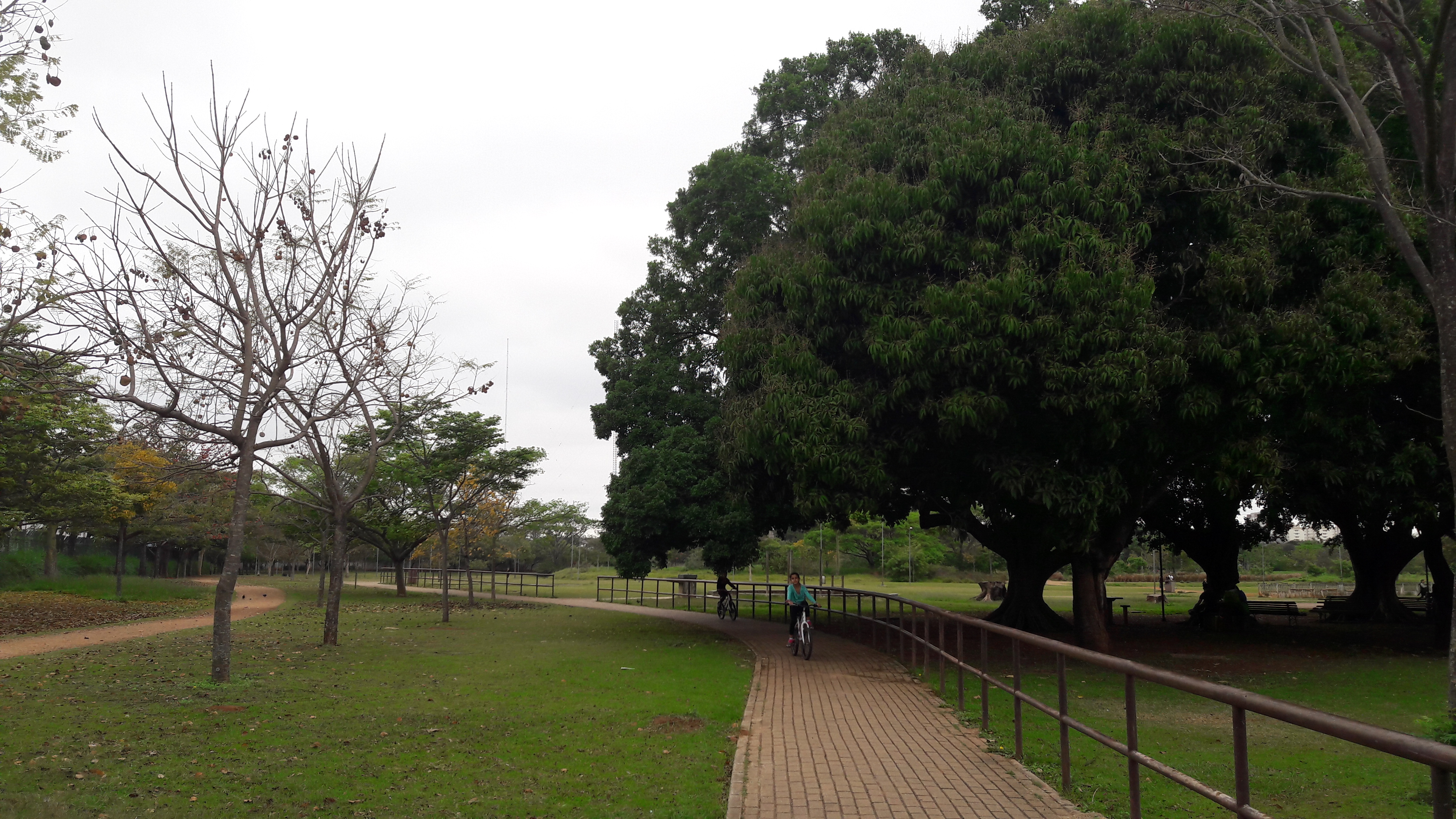
Pista disponível para uso de ciclistas e frequentadores
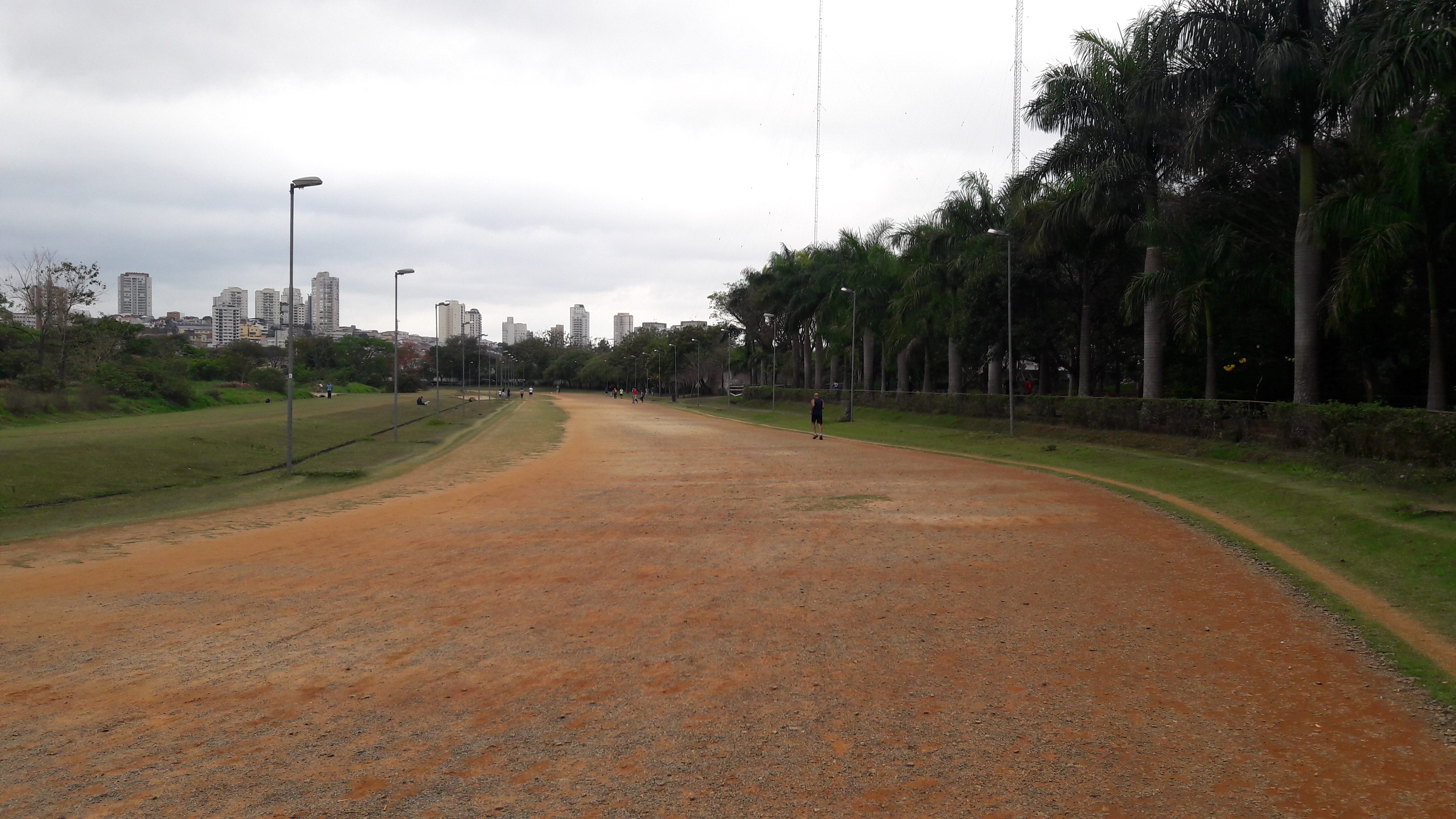
Vista central da pista para ciclistas e frequentadores